# Bloc Iúlia Timoixenko
El Bloc Iúlia Timoixenko (ucraïnès, Блок Юлії Тимошенко, transcrit com a Blok Iulii Timoixenko, conegut per les sigles BYuT) és el nom d'una coalició política d'Ucraïna liderada per Iúlia Timoixenko.

## Naixement
Fou creat per a les eleccions al Parlament d'Ucraïna de 2002 i integrat pels següents partits liberals i nacionalistes:
- Partit de la Pàtria, també traduït com a Unió Panucraïnesa "Pàtria"
- Partit Republicà Ucraïnès "Assemblea"
- Partit Republicà d'Ucraïna
- Partit Social Demòcrata d'Ucraïna

El bloc va guanyar el 7,2% del vot popular i 21 dels 450 escons. Aquest resultat va ser millor del que s'esperava perquè BYuT tenien un accés limitat als mitjans de comunicació i un suport limitat de les autoritats locals. L'aliança va donar suport Víktor Iúsxenko durant les eleccions presidencials ucraïneses de 2004, i va tenir un paper actiu en les protestes civils no-violentes conegudes com la Revolució Taronja.

## Eleccions de 2006
A les eleccions al Parlament d'Ucraïna de 2006 el BYuT va quedar en segon lloc amb el 22,27% dels vots darrere del Partit de les Regions, que tenien el 33% i per davant de La Nostra Ucraïna, que va rebre menys del 14% de suport. Van guanyar 129 escons d'un total de 450.
En general, es preveia que una coalició entre els partidaris del moviment taronja formés el pròxim govern d'Ucraïna, però després de 3 mesos de negociacions i la incapacitat d'arribar a un acord de la coalició la proposta es va ensorrar després de la decisió del Partit Socialista d'Ucraïna de donar suport a la formació de la "coalició anticrisi" amb el Partit de les Regions i el Partit Comunista d'Ucraïna.
| Resultats del BYuT per regions a les eleccions de 2006 | Resultats del BYuT per regions a les eleccions de 2006 | Partits més votats per regions |

## Eleccions de 2007
A les eleccions al Parlament d'Ucraïna de 2007 el bloc es presentà format pels partits:
- Unió Panucraïnesa "Pàtria"
- Partit Social Demòcrata d'Ucraïna
- Partit Reformes i Ordre

El Partit Republicà Ucraïnès "Assemblea" formà part de La Nostra Ucraïna aquest cop, mentre que el Partit Republicà d'Ucraïna s'havia fusionat en el Partit de les Regions.
A les eleccions parlamentàries del 30 de setembre de 2007, el bloc va guanyar 156 dels 450 escons, assegurant-se 1,5 milions de vots més (8,24%) en comparació amb les eleccions de 2006. La major part de l'oscil·lació va arribar com a resultat de la consolidació de la votació a les regions en les quals BYuT ja era el principal partit. Les estadístiques publicades per la Comissió Electoral Central d'Ucraïna indiquen que la majoria de l'oscil·lació prové dels partits petits, alguns del Partit Socialista i, en grau més baix de La Nostra Ucraïna.
| Aliniament polític el 2007 | Percentatge de vot de 2006 a 2007 (els sis principals partits) | Variació de 2006 a 2007 els sis principals partits) | Variació de 2006 a 2007 (percentatge per regions electorals) |

El 15 d'octubre de 2007 La Nostra Ucraïna i el Bloc Iúlia Timoixenko van acordar formar una coalició majoritària en el nou parlament. El 29 de novembre, es va signar una coalició entre el Bloc Iúlia Timoixenko i La Nostra Ucraïna (que representen el 45% dels vots a escala nacional). El 18 de desembre de 2007, Iúlia Timoixenko, amb un marge de dos vots, va ser elegida primera ministra.
Durant la crisi política ucraïnesa de 2008 la coalició del Bloc Iúlia Timoixenko (BYuT) i La Nostra Ucraïna (OU-PSD) de la coalició va trencar-se i van mantenir negociacions amb el Partit de les Regions i La Nostra Ucraïna per a formar una coalició, però després de Volodímir Litvín va ser elegit president de la Rada Suprema (Parlament d'Ucraïna) el 9 de desembre de 2008 es va anunciar la creació d'una coalició entre el Bloc Litvín, BYuT i OU-PSD. Després de les negociacions els tres partits van signar oficialment l'acord de coalició el 16 de desembre.
El 3 de juliol de 2009, la Rada Suprema d'Ucraïna va posar fi al mandat de diputat del bloc Víktor Lozinski, qui tenia un procés judicial penal pendent amb la sospita d'infligir deliberadament un dany corporal greu que causà la mort, quan la Fiscalia General havia demanat a la Rada la seva detenció. 416 dels 444 diputats registrats al Parlament, inclosos els 133 diputats del Bloc Timoixenko, van votar a favor de l'eliminació de la immunitat parlamentària de Lozinski.